# Iker Muñoz
Iker Muñoz Cameros (Villafranca, 5 novembre 2002) è un calciatore spagnolo, centrocampista dell'Osasuna.

## Carriera

### Club
Cresciuto nel settore giovanile dell'Osasuna, il 9 aprile 2019 ha prolungato il suo contratto con il club navarro fino al 2021. Il 30 dicembre 2022 ha nuovamente prolungato il suo contratto questa volta fino al 2025. Il 12 febbraio ha esordito fra i professionisti - e in campionato - disputando l'incontro pareggiato 0-0 contro il Real Valladolid, sostituendo Lucas Torró in quell'occasione.

### Nazionale
Ha giocato nella nazionale spagnola Under-21.

## Statistiche

### Presenze e reti nei club
Statistiche aggiornate al 2 maggio 2023.
| Stagione        | Squadra         | Campionato      | Campionato | Campionato | Coppe nazionali | Coppe nazionali | Coppe nazionali | Coppe continentali | Coppe continentali | Coppe continentali | Altre coppe | Altre coppe | Altre coppe | Totale | Totale |
| Stagione        | Squadra         | Comp            | Pres       | Reti       | Comp            | Pres            | Reti            | Comp               | Pres               | Reti               | Comp        | Pres        | Reti        | Pres   | Reti   |
| --------------- | --------------- | --------------- | ---------- | ---------- | --------------- | --------------- | --------------- | ------------------ | ------------------ | ------------------ | ----------- | ----------- | ----------- | ------ | ------ |
| 2022-2023       | Osasuna         | PD              | 8          | 0          | CR              | 0               | 0               | -                  | -                  | -                  | -           | -           | -           | 8      | 0      |
| Totale carriera | Totale carriera | Totale carriera | 8          | 0          |                 | 0               | 0               |                    | -                  | -                  |             | -           | -           | 8      | 0      |